# Roland Schwänzl
Roland Schwänzl (* 20. Februar 1952 in Trier; † 29. Juli 2004 in Osnabrück) war ein deutscher Mathematiker und lehrte an der Universität Osnabrück.
Schwänzl studierte Mathematik und Physik an der Universität Saarbrücken und promovierte bei Tammo tom Dieck an der Universität Göttingen mit einer Arbeit in algebraischer Topologie. Ab 1976 war er an der Universität Osnabrück. 
Nachdem er Anfang der 1990er Jahre ein Unix-basiertes Local Area-Network im Fachbereich Mathematik in Osnabrück aufbaute, wurde er zu einem der Gründer der Math-Net-Initiative der Internationalen Mathematischen Union und Vorsitzender von dessen ‚Technical Advisory-Board‘.
Schon früh erkannte Schwänzl die Bedeutung von Metadaten für die inhaltliche Erschließung von Internetdokumenten. So präsentierte seine Arbeitsgruppe den Suchdienst MPRESS (Mathematics-Preprint-Search-Service) auf einem Workshop der „Dublin Core Metadata Initiative“. Es stellte sich heraus, dass dieser Dienst die erste Implementation des damals in Entwicklung befindlichen ‚Dublin Core Metadata‘-Sets war. Roland Schwänzl wurde daraufhin schnell in den Vorstand der Dublin Core Initiative berufen. Über seine Arbeit schreibt der Vorsitzende der Initiative, Stuart Weibel: „Roland kämpfte entschlossen für seine Ideen und investierte substantielle, intellektuelle Arbeit, um die Initiative zu fördern. Er nahm dabei seine Führungsrolle in diesem Standardisierungbereich sehr ernst. […] Wir bemühten uns immer, ihn bei Laune zu halten. Wohl wissend, wenn Roland mit seiner mathematischen Genauigkeit dachte, es gäbe ein Problem oder da sei ein Fehler, dann war dies höchstwahrscheinlich der Fall.“
Schwänzl vertrat zahlreiche Förderprogramme für Information und Kommunikation und repräsentierte Deutschland im Ausland. Er war gewählter Sprecher der IuK Initiative mit der politischen Linie, den Zugang zum Wissen offen zu halten und technisch weltweit zu verwirklichen. Die Initiative für elektronische Information und Kommunikation (kurz: IuK) wurde unter Anderen von den wissenschaftlichen Fachgesellschaften DGfE, DGPs, DGS, DMV und GDCh ins Leben gerufen. Schwänzl war dort Mitglied und Leiter des Executive Boards und initiierte die Arbeitsgruppe Metadaten und Klassifikation. Darüber hinaus initiierte und konzipierte er umfangreiche bundesweit verteilte Projekte – wie CARMEN, Fächerübergreifende Informationssysteme –, setzte sie durch und führte sie aus. Er gehörte zu den Gründern des Instituts für wissenschaftliche Information e. V. und des Studiengangs Information Engineering an der Universität Osnabrück. Im Ausland vertrat er als Fachexperte Deutschland in internationalen Gremien zur Kodierung und deren Standardisierung.
Der Ehemann und Vater zweier Töchter starb nach kurzer, schwerer Krankheit im Alter von 52 Jahren.